# North Carolina Courage
Il North Carolina Courage è una società calcistica femminile statunitense con sede nella città di Cary, nello stato della Carolina del Nord. Fondata nel 2017, la squadra milita nella National Women's Soccer League (NWSL), massima serie del campionato femminile statunitense, che ha vinto per due volte, nel 2018 e nel 2019.

## Storia

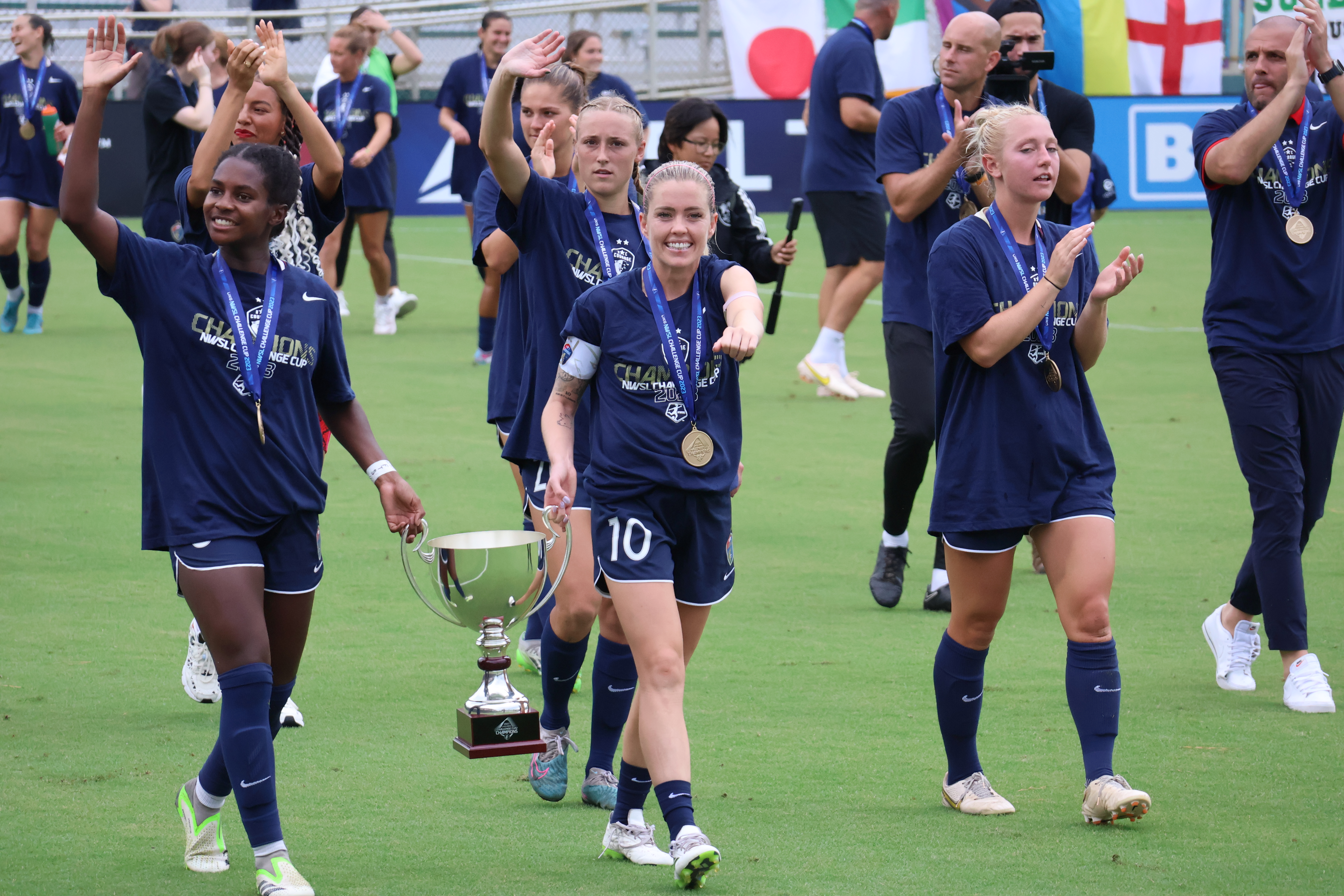
Le calciatrici del North Carolina Courage festeggiano la vittoria della NWSL Challenge Cup 2023.

Il 9 gennaio 2017 la National Women's Soccer League annunciò che il Western New York Flash, squadra campione della NWSL 2016 e membro fondatore della NWSL, era stato venduto al North Carolina Football Club e che sarebbe stato trasferito in Carolina del Nord. La sede del club, di proprietà di Steve Malik, venne spostata a Cary e la denominazione venne cambiata in North Carolina Courage. Come stadio per le partite casalinghe venne scelto il WakeMed Soccer Park a Cary.
Il 12 gennaio 2017, al suo primo College Draft, il club selezionò quattro calciatrici: Ashley Hatch (Brigham Young University), Darian Jenkins (UCLA), Claire Wagner (Clemson University) e Jaycie Johnson (Nebraska). Il 30 gennaio seguente, all'inglese Paul Riley, già allenatore del Western New York Flash, venne assegnata la guida tecnica della squadra. Nella prima stagione di NWSL con la nuova identità societaria, la squadra vinse la NWSL Shield, avendo concluso la stagione regolare al primo posto in classifica. Ai play-off per il titolo batté il Chicago Red Stars in semifinale, ma venne poi sconfitta in finale dal Portland Thorns.
Nella stagione 2018 il North Carolina Courage si confermò al primo posto in classifica nella stagione regolare con ampio margine e vinse la finale dei play-off contro il Portland Thorns per 3-0 grazie alla rete di Debinha e a una doppietta di Jessica McDonald, conquistando il suo primo campionato di NWSL. Nel corso della pausa estiva disputò l'edizione inaugurale della Women's International Champions Cup, che vinse dopo aver battuto in finale la squadra francese dell'Olympique Lione. La stagione 2019 si concluse analogamente alla precedente, con la vittoria prima della NWSL Shield per la terza volta consecutiva e poi del campionato di NWSL per la seconda volta di fila, battendo il Chicago Red Stars nella finale dei play-off con un netto 4-0. Diversamente dalla precedente, perse la finale della seconda edizione della Women's International Champions Cup, venendo sconfitta in finale dall'Olympique Lione.
La stagione 2020 di NWSL venne cancellata a causa della pandemia di COVID-19 e sostituita dalla prima edizione della NWSL Challenge Cup a luglio e con una Fall Series, disputata in autunno. La stagione 2021 venne conclusa al sesto posto in classifica e con l'eliminazione ai quarti di finale dei play-off. L'annata venne, però, funestata da uno scandalo che colpì la squadra e l'intera NWSL a inizio ottobre 2021. Il 30 settembre, infatti, il sito web The Athletic pubblicò un'inchiesta nella quale Paul Riley, allenatore del North Carolina Courage, veniva accusato di coercizione sessuale e di commenti inappropriati sulla forma fisica e l'orientamento sessuale delle calciatrici delle squadre che aveva allenato nei precedenti dieci anni. Le accuse giunsero da più di una dozzina di calciatrici che aveva allenato dal 2010, incluse le due calciatrici che si erano esposte pubblicamente. Il giorno stesso il club licenziò Paul Riley con effetto immediato, mentre la federazione calcistica statunitense gli sospese la licenza di allenatore. Seguirono una serie di azioni da parte della NWSL e di investigazioni che si allargarono anche ad altri club. La guida tecnica della squadra venne affidata fino a fine anno a Sean Nahas, fino ad allora assistente di Riley. Nahas venne poi confermato come capo allenatore il 1º dicembre 2021.
Nel 2022 la squadra vinse la NWSL Challenge Cup: dopo aver superato la fase a gruppi come vincitrice della East Division, la squadra superò il Kansas City Current in semifinale e poi il Washington Spirit in finale, conquistando il trofeo per la prima volta. In campionato concluse al settimo posto, mancando l'accesso ai play-off per il titolo per la prima volta nella sua storia. Anche nel 2023 la squadra vinse la NWSL Challenge Cup: dopo aver vinto la East Division, superò nuovamente il Kansas City Current in semifinale, per poi battere il Racing Louisville in finale, conquistando il trofeo per il secondo anno di fila. In campionato concluse al terzo posto, ma venne poi eliminata ai quarti di finale nei play-off.

## Colori e simboli
Nello stemma adottato sono presenti vari elementi che legano il club allo stato della Carolina del Nord, in particolare, la stella e i colori. Infatti, il rosso e il blu sono presenti nella bandiera della Carolina del Nord, così come la stella a cinque punte, che simboleggia l'unità dello stato e la sua ammissione nell'Unione degli Stati Uniti d'America come dodicesimo stato nel 1789. La stella è di colore bianco, ma la punta in basso a destra è di color oro e simboleggia il Research Triangle, un'area geografica compresa tra le città di Raleigh, Durham e Chapel Hill, per sottolineare il legame del club col territorio. La stella si colloca tra la "N" e la "C" di "North Carolina" e sopra la scritta "Courage". Alla base dello stemma è presente la stilizzazione della testa di una leonessa, che richiama il leone presente nello stemma del Carolina Courage, società femminile che vinse l'edizione 2002 del campionato organizzato dalla Women's United Soccer Association (WUSA).
I colori sociali sono il blu atlantico, il rosso cardinale e l'oro. Il blu atlantico simboleggia la lealtà e la stabilità, mentre il rosso cardinale l'energia e la passione del club e dei suoi tifosi; entrambi i colori sono anche colori ufficiali dello stato della Carolina del Nord. Il color oro (southern gold) ricorda le abbondanti riserve auree dello stato e le eccellenze dello stato nel calcio e in altri sport.

## Società
Il North Carolina Courage fa parte della società "North Carolina Football Club", che controlla anche il North Carolina FC, militante nella Major League Soccer (MLS), e il North Carolina FC Youth. L'organizzazione è di proprietà dell'imprenditore Steve Malik, che, assieme a Curt Johnson, ne è anche il fondatore. Tra gli investitori del North Carolina Courage figurano le tenniste professioniste Naomi Ōsaka e Ons Jabeur, l'emittente radiotelevisiva Capitol Broadcasting Company, avente sede a Raleigh, e vari imprenditori e finanziatori della Carolina del Nord.

## Palmarès

### Competizioni nazionali
- National Women's Soccer League: 2

2018, 2019
- NWSL Shield: 3

2017, 2018, 2019
- NWSL Challenge Cup: 2

2022, 2023

### Competizioni internazionali
- Women's International Champions Cup: 1

2018

## Statistiche

### Partecipazione ai campionati
| Livello | Categoria                      | Partecipazioni | Debutto | Ultima stagione | Totale |
| ------- | ------------------------------ | -------------- | ------- | --------------- | ------ |
| 1º      | National Women's Soccer League | 8              | 2017    | 2024            | 8      |

### Partecipazione alle coppe
| Competizione       | Partecipazioni | Debutto | Ultima stagione | Totale |
| ------------------ | -------------- | ------- | --------------- | ------ |
| NWSL Challenge Cup | 4              | 2020    | 2023            | 4      |

## Organico

### Rosa 2022
Rosa, ruoli e numeri di maglia aggiornati al 6 ottobre 2022.
| N. |                          | Ruolo | Calciatrice           |
| -- | ------------------------ | ----- | --------------------- |
| 0  | Stati Uniti (bandiera)   | P     | Katelyn Rowland       |
| 1  | Stati Uniti (bandiera)   | P     | Casey Murphy          |
| 3  | Stati Uniti (bandiera)   | D     | Kaleigh Kurtz         |
| 4  | Stati Uniti (bandiera)   | D     | Carson Pickett        |
| 5  | Stati Uniti (bandiera)   | C     | Brianna Pinto         |
| 6  | Nuova Zelanda (bandiera) | D     | Abby Erceg (capitano) |
| 7  | Stati Uniti (bandiera)   | D     | Malia Berkely         |
| 8  | Irlanda (bandiera)       | C     | Denise O'Sullivan     |
| 9  | Brasile (bandiera)       | A     | Kerolin Nicoli        |
| 10 | Brasile (bandiera)       | C     | Debinha               |
| 11 | Stati Uniti (bandiera)   | D     | Merritt Mathias       |
| 12 | Messico (bandiera)       | A     | Diana Ordoñez         |
| 13 | Stati Uniti (bandiera)   | D     | Ryan Williams         |
| 14 | Nuova Zelanda (bandiera) | D     | Katie Bowen           |

| N. |                        | Ruolo | Calciatrice         |
| -- | ---------------------- | ----- | ------------------- |
| 15 | Stati Uniti (bandiera) | D     | Jaelene Daniels     |
| 16 | Stati Uniti (bandiera) | C     | Emily Gray          |
| 17 | Danimarca (bandiera)   | A     | Rikki Madsen        |
| 18 | Giappone (bandiera)    | C     | Fūka Nagano         |
| 21 | Stati Uniti (bandiera) | C     | Haleigh Stackpole   |
| 22 | Inghilterra (bandiera) | C     | Millie Farrow       |
| 23 | Stati Uniti (bandiera) | D     | Kiki Pickett        |
| 24 | Stati Uniti (bandiera) | C     | Frankie Tagliaferri |
| 25 | Stati Uniti (bandiera) | C     | Meredith Speck      |
| 27 | Stati Uniti (bandiera) | A     | Brittany Ratcliffe  |
| 28 | Stati Uniti (bandiera) | C     | Tess Boade          |
| 29 | Stati Uniti (bandiera) | A     | Rylee Baisden       |
| 44 | Stati Uniti (bandiera) | P     | Marisa Bova         |

### Rosa 2019
Rosa, ruoli e numeri di maglia aggiornati al 19 aprile 2019.
| N. |                          | Ruolo | Calciatrice           |
| -- | ------------------------ | ----- | --------------------- |
| 0  | Stati Uniti (bandiera)   | P     | Katelyn Rowland       |
| 1  | Canada (bandiera)        | P     | Stephanie Labbé       |
| 2  | Stati Uniti (bandiera)   | D     | Ally Haran            |
| 3  | Stati Uniti (bandiera)   | D     | Kaleigh Kurtz         |
| 4  | Stati Uniti (bandiera)   | C     | Elizabeth Eddy        |
| 5  | Stati Uniti (bandiera)   | C     | Samantha Mewis        |
| 6  | Nuova Zelanda (bandiera) | D     | Abby Erceg (capitano) |
| 7  | Stati Uniti (bandiera)   | C     | McCall Zerboni        |
| 8  | Irlanda (bandiera)       | C     | Denise O'Sullivan     |
| 9  | Stati Uniti (bandiera)   | A     | Lynn Williams         |
| 10 | Brasile (bandiera)       | C     | Debinha               |
| 11 | Stati Uniti (bandiera)   | D     | Merritt Mathias       |
| 12 | Stati Uniti (bandiera)   | A     | Leah Pruitt           |
| 13 | Stati Uniti (bandiera)   | D     | Abby Dahlkemper       |

| N. |                        | Ruolo | Calciatrice      |
| -- | ---------------------- | ----- | ---------------- |
| 14 | Stati Uniti (bandiera) | A     | Jessica McDonald |
| 15 | Stati Uniti (bandiera) | D     | Jaelene Hinkle   |
| 16 | Svezia (bandiera)      | C     | Julia Spetsmark  |
| 17 | Stati Uniti (bandiera) | C     | Heather O'Reilly |
| 19 | Stati Uniti (bandiera) | A     | Crystal Dunn     |
| 20 | Stati Uniti (bandiera) | C     | Ryan Williams    |
| 21 | Stati Uniti (bandiera) | C     | Cari Roccaro     |
| 22 | Stati Uniti (bandiera) | D     | Julie King       |
| 23 | Stati Uniti (bandiera) | A     | Kristen Hamilton |
| 25 | Stati Uniti (bandiera) | C     | Meredith Speck   |
| 26 | Stati Uniti (bandiera) | D     | Hailey Harbison  |
| 37 | Stati Uniti (bandiera) | P     | Sam Leshnak      |
|    | Stati Uniti (bandiera) | C     | Lauren Milliet   |